# Pedro Winter
Pedro Winter, nato Pierre Winter, noto anche con lo pseudonimo di Busy P (Parigi, 21 aprile 1975), è un disc jockey e produttore discografico francese.

## Biografia
Winter è nato il 21 aprile 1975 a Parigi, in Francia. È cresciuto sotto l'influenza dell'heavy metal, dell'hip-hop e del rock che in seguito avrebbe mostrato nella sua musica, dice che la sua band preferita di tutti i tempi sono i Beastie Boys. Ha scoperto la musica elettronica nel 1992 con suo fratello, Thomas Winter. Poco dopo, ha iniziato a fare il DJ al What's Up Bar e ad organizzare gli eventi Hype al Folies Pigalle e poi Smoker The Palace con David Guetta.
Pedro ha incontrato i Daft Punk nel 1996 quando era uno studente di giurisprudenza; il duo che presto diventerà famoso gli ha chiesto di essere il loro manager, e lui ha accettato. Nel 2002 ha creato Headbangers Entertainment, attraverso la quale ha gestito vari artisti tra cui Cassius. Un anno dopo, Winter ha fondato l'etichetta Ed Banger Records, una divisione musicale che prima ha firmato Mr. Flash con l'uscita "Radar Rider", poi i Justice, seguito da SebastiAn nel 2004, e successivamente Uffie, DJ Mehdi, Mr. Oizo e altri. Nel 2008, ha smesso di gestire i Daft Punk per concentrarsi sulla sua etichetta e carriera musicale come Busy P.
Per l'album di debutto dei Phoenix, United, Winter si è esibito su un sintetizzatore Rapman nella canzone "Funky Squaredance". Il suo singolo remixato di "What's Your Name Again" di Fancy è stato un successo da club hit alla sua uscita. Il video musicale per questo è stato nuovamente creato sotto l'etichetta Ed Banger Records.
Pedro era sposato con Nadege Winter, responsabile delle pubbliche relazioni presso la boutique parigina Colette. Suo fratello, Thomas Winter, cantante indie ed electro house, è un ex proprietario di un negozio di tatuaggi.

## Discografia

### Singoli
- 2004 – Limit Ed (Ed Banger Records)
- 2007 – Rainbow Man (Ed Banger Records)
- 2007 – The Headbangers (feat. Gerard Baste) (Arcade Mode)
- 2008 – Pedrophilia (Ed Banger Records)
- 2013 – Still Busy (Ed Banger Records)
- 2017 – Genie (feat. Mayer Hawthorne) (Ed Banger Records)

### Compilation
- 2011 – Let the Children Techno (Busy P & DJ Mehdi) (Ed Banger Records)

### Remix
- Kraftwerk – It’s More Fun to Compute
- Vicarious Bliss – Theme From Vicarious Bliss
- DJ Hell – Let No Man Jack
- TTC – Dans le club
- Fancy – What’s Your Name Again
- Nil – Comme un printemps
- DSL – Invaders
- UNKLE – Restless (con Djedjotronic)
- Das Pop – Underground (con Djedjotronic)
- Hey Today! – Talk to Me